# Hypsophrys nicaraguensis
Hypsophrys nicaraguensis es una especie de peces de la familia Cichlidae en el orden de los Perciformes.

## Morfología
Los machos pueden llegar alcanzar los 16,5 cm de longitud total y las  hembras 20.

## Hábitat
Es una especie de clima tropical que vive entre 23 °C-36 °C de temperatura.

## Distribución geográfica
Se encuentra en la vertiente atlántica de Centroamérica: desde el río San Juan hasta el río Matina (Costa Rica), incluyendo el lago Nicaragua.